# Walt Disney Records
Walt Disney Records là một hãng thu âm thuộc quyền sở hữu của Disney.

## Marketing

### Quảng cáo
Từ năm 2007 về trước, Miley Cyrus, Selena Gomez, Demi Lovato, The Jonas Brothers và nhiều diễn viên khác trong High School Musical đã thực hiện nhiều hình thức quảng cáo để thu hút sự chú ý của công chúng và để xây dựng thương hiệu.

### Hợp tác
Disney đã hợp tác với rất nhiều nghệ sĩ, đặc biệt là trong chiến dịch tiếp thị ở đất nước mà nghệ sĩ ít được biết đến.

## Nghệ sĩ hiện tại (đến tháng 2 năm 2009)
- Imagination Movers
- Ralph's World
- They Might Be Giants

### Những hãng thu âm của Disney Music Group
- Hollywood Records
- Lyric Street Records
- Mammoth Records
- Walt Disney Records
- Buena Vista Records
- Disney Sound
- Carolwood Records

## Quản lý
- Chủ tịch: David Agnew
  - Phó chủ tịch cấp cao/Quản lý: Robert Marick
  - Phó chủ tịch, Phụ trách vấn đề doanh thu: Susan Van Hosen